# Oboul II
Oboul II est un village du Cameroun situé dans la région de l'Est et dans le département du Haut-Nyong. Il se trouve dans l'arrondissement (commune) d'Abong-Mbang.

## Population
Lors du recensement de 2005, le village d'Oboul II comptait 104 habitant dont 52 femmes et 52 hommes.
En 1966/67, Oboul II comptait 75 habitants.

## Infrastructures
En 1967, Oboul II se trouvait sur la route d'Abong-Mbang à Lomié.